# Goldaraq
Goldaraq (persiska: گلدرق) är en ort i Iran.   Den ligger i provinsen Östazarbaijan, i den nordvästra delen av landet, 500 km nordväst om huvudstaden Teheran. Goldaraq ligger 1 492 meter över havet och antalet invånare är 217.
Terrängen runt Goldaraq är huvudsakligen kuperad, men norrut är den bergig. Runt Goldaraq är det ganska glesbefolkat, med 34 invånare per kvadratkilometer. Närmaste större samhälle är Kaleybar, 6,8 km norr om Goldaraq. Trakten runt Goldaraq består i huvudsak av gräsmarker.